# Carlephyton diegoense
Carlephyton diegoense är en kallaväxtart som beskrevs av Josef Bogner. Carlephyton diegoense ingår i släktet Carlephyton och familjen kallaväxter. Inga underarter finns listade.